# Anpan
L’anpan (あんパン, diminutif d’anko-pan) est une viennoiserie japonaise fourrée au anko, une pâte de haricot azuki sucrée. Des recettes alternatives fourrées au sésame (goma-an), à la pate de haricots blancs (shiro-an) ou verts kanoko-mame (uguisu-an) ou aux chataignes (kuri-an) existent aussi dans une moindre mesure.

## Histoire
Yasubei Kimura (木村安兵衛, Kimura Yasubei), samouraï ayant perdu son poste lors de l'abolition du système de castes à l'ère Meiji, est crédité pour la création en 1875 des premiers anpan.
En 1869, il ouvre une première boulangerie sous le nom Bun'eidō (文英堂) puis déménage en 1874 dans le quartier de Ginza et la renomme Kimuraya (木村屋). Voulant adapter ses produits aux préférences japonaises, il s'inspire des manjū et utilise un levain liquide dit sakadane qui issu du kōji, le même ferment que le saké. La pâte obtenue est ensuite fourrée avec de l'anko.
En 1875, Yamaoka Tesshū, alors chambellan à la cour impériale, passe commande d'anpan pour un hanami auquel l'empereur Meiji et l'impératrice Shōken participent. Craignant que la cour trouve les anpan trop simple, Yasuba Kimura y ajoute à cette occasion une fleur de cerisier confite au sel, créant ainsi le sakura-anpan. Le couple impérial trouve les viennoiseries à son goût et confère à Kimuraya le statut de fournisseur de la cour,.
Après un succès local, c'est surtout après la Seconde Guerre Mondiale que l'anpan se répand dans l'ensemble du pays et que de nombreuses versions alternatives apparaissent.
En 2021, la boulangerie Kimuraya enregistre officiellement le 4 avril comme étant le Jour du anpan.

## Dans la culture populaire
Anpanman, super héros à la tête en forme d'anpan, est incontournable au Japon. Apparu dans un manga pour enfants en 1973, il a fait l'objet d'adaptations en anime ainsi que de plusieurs musées dédiés (à Yokohama, Kobe…). En 2024, c'est la 6e licence la plus lucrative au monde, devant Barbie.